# ミシェル・トゥルニエ
ミシェル・トゥルニエ（Michel Tournier, 1924年12月19日 -2016年1月18日 ） は、フランスの小説家。パリ大学、テュービンゲン大学にて哲学やドイツ文化などを学んだ後、ラジオ局やマスコミにて勤務した。

## 経歴
1967年、アカデミー・フランセーズ賞を受賞した『フライデーあるいは太平洋の冥界』により作家活動を始める。
1970年、次作の『魔王』でゴンクール賞を受賞。
哲学者ジル・ドゥルーズはトゥルニエと大学の同級生で、以来親交があり、『フライデーあるいは太平洋の冥界』論「ミシェル・トゥルニエと他者なき世界」（初出1967年、のち『意味の論理学』に収録）を著している。

## 作品
- 1967年 Vendredi ou les Limbes du Pacifique（『フライデーあるいは太平洋の冥界』榊原晃三訳, 岩波書店, 1982年）
- 1970年 Le Roi des Aulnes（『魔王』（上下巻）上田祐次訳, みすず書房, 2001年）
- 1971年 Vendredi ou la Vie sauvage（『フライデーあるいは野生の生活』）
- 1974年 Le fétichiste
- 1975年 Le nain rouge
- 1975年 Les Météores（『メテオール（気象）』榊原晃三, 南條郁子訳, 国書刊行会〈文学の冒険〉1991年）
- 1977年 Le Vent Paraclet（『精霊の風』諸田和治訳, 国文社, 1986年）
- 1977年 La Famille des enfants
- 1978年 Le Coq de bruyère（『赤い小人』）
- 1979年 Des clefs et des serrures
- 1979年 Pierrot ou les secrets de la nuit
- 1980年 Gaspard, Melchior et Balthazar（『オリエントの星の物語』榊原晃三訳, 白水社, 1983年）
- 1981年 Le Vol du vampire
- 1982年 L'Aire de muguet
- 1982年 Barbedor
- 1983年 Gilles et Jeanne（『聖女ジャンヌと悪魔ジル』榊原晃三訳, 白水社, 1997年）
- 1983年 Les rois mages（『奇跡への旅:三賢王礼拝物語』石田明夫訳, パロル舎, 1995年）
- 1984年 Sept comtes（『親指小僧の冒険:七つの物語』石田明夫訳, パロル舎, 1996年）
- 1986年 La goutte d'or（『黄金のしずく』榊原晃三訳, 白水社, 1996年）
- 1986年 Petites Proses（『海辺のフィアンセたち』）
- 1988年 Le Tabou et le sinai
- 1989年 Le médianoche amoureux（『愛を語る夜の宴』榊原晃三訳, 福武書店, 1992年, 抄訳『トゥルニエの4つのお話』伊藤晃, 芳川泰久［編訳］1992年, 白水社）
- 1989年 Les contes du médianoche（『夜ふかしのコント』榊原晃三訳, パロル舎, 1996年）
- 1992年 Le crépuscule des masques
- 1994年 La Couleuvrine
- 1994年 Le Miroir des idées（『イデーの鏡』宮下志朗訳, 白水社, 2004年）
- 1994年 Le pied de la lettre
- 1996年 Eléazar ou la Source et le Buisson
- 1999年 Célébrations
- 2002年 Journal extime
- 2003年 Allemagne, un conte d'hiver de Henri Heine, ou, Comment être juif allemand ?
- 2004年 Le bonheur en Allemagne?

## 翻訳
- Les suites de Munich (octobre 1938-mars 1939) (Jean R. Weilandとの共訳)